# Matekeh
Matekeh (persiska: متكه) är en ort i Iran.   Den ligger i provinsen Mazandaran, i den norra delen av landet, 140 km nordost om huvudstaden Teheran. Matekeh ligger 9 meter över havet och antalet invånare är 403.
Terrängen runt Matekeh är platt, och sluttar norrut. Runt Matekeh är det tätbefolkat, med 286 invånare per kvadratkilometer. Närmaste större samhälle är Babol, 11,6 km öster om Matekeh. Trakten runt Matekeh består till största delen av jordbruksmark.